# Odeth Ludovina Baca Joaquim
Odeth Ludovina Baca Joaquim é uma advogada e política angolana. Filiada à Convergência Ampla de Salvação de Angola - Coligação Eleitoral (CASA-CE), foi deputada de Angola pelo Círculo Eleitoral Nacional de 28 de setembro de 2017 a 15 de setembro de 2022.
Baca Joaquim licenciou-se em direito. Iniciou sua carreira profissional como professora primária, de 1982 a 1986. De 1982 a 2002, presidiu a Liga da Mulher Angolana (LIMA), a ala feminina da União Nacional para a Independência Total de Angola (UNITA).